# 鬚真圓鰭魚
鬚真圓鰭魚，為輻鰭魚綱鮋形目杜父魚亞目絨杜父魚科的其中一種，為溫帶海水魚，分布於北太平洋北海道至阿留申群島海域，棲息深度74-220公尺，體長可達6.5公分，棲息在底層水域，生活習性不明。

## 扩展阅读
維基物種上的相關：鬚真圓鰭魚